# إدوارد غانون
إدوارد غانون هو كاهن كاثوليكي وأستاذ جامعي كندي، ولد في 15 يناير 1918 في بورت دانيل غاسكونس في كندا، وتوفي في 25 أغسطس 2007 في مونتريال في كندا.